# Velîki Haii, raionul Ternopil, regiunea Ternopil
Velîki Haii (în ucraineană Великі Гаї) este o comună în raionul Ternopil, regiunea Ternopil, Ucraina, formată numai din satul de reședință.

## Demografie
Componența lingvistică a comunei Velîki Haii
     Ucraineană (99,62%)
     Alte limbi (0,3%)
Conform recensământului din 2001, majoritatea populației comunei Velîki Haii era vorbitoare de ucraineană (99,62%), existând în minoritate și vorbitori de alte limbi.